# Myurella joserosadoi
Myurella joserosadoi is een slakkensoort uit de familie van de Terebridae. De wetenschappelijke naam van de soort is voor het eerst geldig gepubliceerd in 2001 door Bozzetti.